# Samuel Mokédé
Samuel Mokédé, född 3 november 1979, är en svensk före detta fotbollsspelare. Han spelade mellan 2002 och 2003 för Örebro SK i Allsvenskan.

## Karriär
Mokédé började sin seniorkarriär i BK Forward, där han debuterade som 17-åring i Division 2. Inför säsongen 2002 gick Mokédé till Örebro SK. Han spelade 30 matcher i Allsvenskan för Örebro SK mellan 2002 och 2003. I september 2003 lånades Mokédé tillbaka till Superettan-klubben BK Forward. Kontraktet i Örebro gick ut efter säsongen 2003 och 2004 spelade han för Örebro Syrianska.
År 2005 spelade Mokédé för IFK Ölme i Division 2, där han gjorde fem mål under säsongen. 2006 spelade Mokédé tre matcher och gjorde ett mål för norska Adeccoligaen-klubben Haugesund. 2007 spelade Mokédé för Arboga Södra i Division 4 och hjälpte klubben bli uppflyttade till Division 3. Inför säsongen 2008 återvände Mokédé till Örebro Syrianska, där han under säsongen blev spelande tränare.
År 2009 återvände Mokédé till BK Forward. Inför säsongen 2010 gick han till Karlslunds IF. Mokédé spelade 34 matcher och gjorde 12 mål för klubben mellan 2010 och 2012. Mellan 2012 och 2014 spelade han sex matcher och gjorde ett mål för FC Assyriska i Division 4. 2016 spelade Mokédé tre matcher och gjorde fyra mål för Lekebergs IF i Division 6.